# Црква Свете Тројице у Димитровграду
Црква Свете Тројице у Димитровграду, насељеном месту на територији  општине Димитровград, православни је храм који припада Епархији нишкој Српске православне цркве.
Црква посвећена Светој Тројици саграђена је 2008. године на месту стариијег храма истог посвећења. Темеље старог храма Свете Тројице открио је Војислав Ђорђевић 60-их година 20. века испод старог храста који је постојао на томе месту. Изградњу храма отпочео је Борис Димитров, уз помоћ народа и државе, а Епископ нишки Иринеј је осветио 2. новембра 2008. Године, када је одликован похвалницом Борис Димитров, а надлежни свештеник Војкан Радовановић награђен протонамесничким чином. Покрај храма је такође тада саграђен и конак са трпезаријом.